# Chad Hayes
Chad Hayes (Portland, 21 de abril de 1961) é um autor, escritor e ator americano e irmão gêmeo de Carey Hayes.
Chad Hayes nasceu em Portland, Oregon. Chad e seu irmão Carey tem escrito vários filmes juntos, como o filme A Casa de Cera (2005) e o remake de The Blob em 2011. Como escritor, ele é também conhecido por The Conjuring (2013) e A Colheita do Mal (2007) . Ele tem dois filhos: Dylan e Hannah.

## Filmografia
- The Dark Side of the Moon (1990) - escritor; com Carey Hayes
- Twisted Desire (1996) - escritor; com Carey Hayes
- Crowned and Dangerous (1997) - escritor; com Carey Hayes e Alan Hines
- First Daughter (1999) - escritor; com Carey Hayes
- Horse Sense (1999) - escritor
- First Target (2000) - escritor; com Carey Hayes
- Jumping Ship (2001) - escritor; com Carey Hayes
- Invincible (2001) - escritor; com Carey Hayes
- First Shot (2002) - escritor; com Carey Hayes
- House of Wax (2005)  - escritor; com Carey Hayes e Charles Belden
- The Reaping (2007) - escritor; com Carey Hayes
- Whiteout (2009) - escritor; com Carey Hayes, Jon Hoeber e Erich Hoeber
- The Conjuring (2013) - escritor; com Carey Hayes
- The Conjuring 2 (2016) - escritor; com Carey Hayes, James Wan e David Leslie Johnson
- Journey 3: From the Earth to the Moon (por anunciar) - escritor; com Carey Hayes
- Journey to the Center of the Earth 4 - escritor; com Carey Hayes